# 佐倉星
佐倉 星（さくら あかり、1994年（平成6年）8月29日 - ）は、日本の女優、モデル。神奈川県出身。元ボックスコーポレーション所属。

## 人物
國學院大學久我山中学高等学校卒業。趣味・特技は、クラシックバレエ、ピアノ、オカリナ、切り絵。芸能界入りのきっかけである沢尻エリカとの共演を夢としている。ももいろクローバーZの大ファン。

## 出演

### テレビドラマ
- TBSテレビ「同窓生〜人は、三度、恋をする〜」最終話（2014年）
- 東海テレビ「花嫁のれん」第32話・第58話（2015年 )
- フジテレビ「恋仲」第六話（2015年）
- NHK BSプレミアムよるドラマ「はぶらし/女友達」（2016年）- 真壁鈴音役・カスミ役
- テレビ東京「ナイトヒーローNAOTO」第6話（2016年）
- 日本テレビ「時をかける少女」（2016年）
- CRISIS 公安機動捜査隊特捜班（2017年） - 柘植佳純役
- フジテレビ「コード・ブルー -ドクターヘリ緊急救命 THE THIRD SEASON」 (2017年) - 佐倉萌乃役
- 日本テレビ「七夕さよなら、またいつか」（2018年）

### 映画
- 「ガチバンNew Generation2」（2015年2月14日公開、監督：元木隆史） - 蘭凛役
- 「orange」（2015年12月12日公開、監督：橋本光二郎） - 田中あかり役
- 「闇金ドッグス3」（2016年5月21日公開、監督：土屋哲彦）
- 「劇場版コード・ブルー」（2018年7月27日公開、監督：西浦正記）-佐倉萌乃役
- 「ペールブルーがかさなる」（2019年公開、監督：田中麻子） -主演・吉田留凪役
- 「劇場版　本当にあった怖い話　2019 〜冬の特別篇〜」（2019年11月16日公開、監督：鳥居康剛）-加藤明恵役
- ｢グッドバイ｣（2020年公開、監督：宮崎彩）-藍役
- ｢なんてね。｣（2020年公開）-アキ役

### テレビCM
- モスバーガー『「おはよう朝モス」篇[1]』（2015年） - CM初出演
- ジョンソン・エンド・ジョンソン「瞳の輝きプロデュース」篇 │ ワンデー アキュビュー® ディファイン® モイスト® (2015年)
- 大東建託「いい部屋ネット[2]」 (2015年 )
- NEXUSホールディングス「SPORESH]（2019年）
- 花王株式会社「PAF 1-day hair tint」（2019年）
- 楽天「楽天ラクマ　楽天カード」篇(2020年)
- GUNDAM FACTORY YOKOHAMA「カップルでGFY」篇(202１年)
- 日本ペットフード「ビューティープロ　猫」篇(2021年)
- マクドナルド｢ハワイやん マックデリバリー篇｣

### 舞台
- 朗読劇「リセット[3]」（2013年9月20日 ー 23日、南阿佐ヶ谷・シアターシャイン） - 中島真由美 役
- Human Art Theater『手塚治虫ドラマシアター Vol.5』「成功のあまきかおり」（2014年1月22日 - 26日、笹塚ファクトリー） - 皆川看護師 役、キャスティエル 役
- アリスインプロジェクト「ヨルハ[4]」（2014年10月1日 - 5日、池袋・シアターKASSAI） - チーム天 クレマチス 役
- アリスインプロジェクト「ヨルハVer.1.1[5]」（2015年5月26日 - 30日、西新宿・新宿村LIVE） - アルファ部隊 クレマチス 役

### 雑誌
- 『De☆View』（2014年2月号）
- 『Ci:LABO美研』（2019年夏号）
- Amatora「aphia」（2019年）

### その他
- BS朝日「世界の文学がわかる！あらすじ名作劇場」『とりかへばや物語』（2016年）
- テレビ朝日「まとめないで！」ー再現VTR（2016年5月28日）
- NHK「総合診療医ドクターG」ー再現VTR、伊東幸子役（2016年6月1日）
- TOKYO MX1「あしたのSHOW」（2019年）
- テレビ朝日「全力坂」
- 「LindeL」
- 日本テレビ｢ザ!世界仰天ニュース｣『女子大生たちを襲ったある食材』華枝役
- AbemaTV｢オオカミくんには騙されない｣ティザー映像(2020年)